# Přešťovice
Přešťovice (en allemand : Prestowitz) est une commune du district de Strakonice, dans la région de Bohême-du-Sud, en République tchèque. Sa population s'élevait à 465 habitants en 2020.

## Géographie
Přešťovice se trouve à 6 km au nord-est du centre de Strakonice, à 50 km au nord-ouest de České Budějovice et à 95 km au sud-sud-ouest de Prague.
La commune est limitée par Osek et Drhovle au nord, par Dobev à l'est, par Štěkeň et Strakonice au sud, et par Slaník et Rovná à l'ouest.

## Histoire
La première mention écrite du village date de 1379.